# Пено
Пе́но — посёлок городского типа (с 1930) в Тверской области России.
Административный центр Пеновского округа, до 2020 года Пеновского района, в составе которого образовывал муниципальное образование посёлок Пено со статусом городского поселения как единственный населённый пункт в его составе.

## География
Посёлок расположен на реке Волга, её притоке реке Жукопа и озере Пено, в 242 км к западу от областного центра. Железнодорожная станция на линии Бологое — Полоцк.

## История

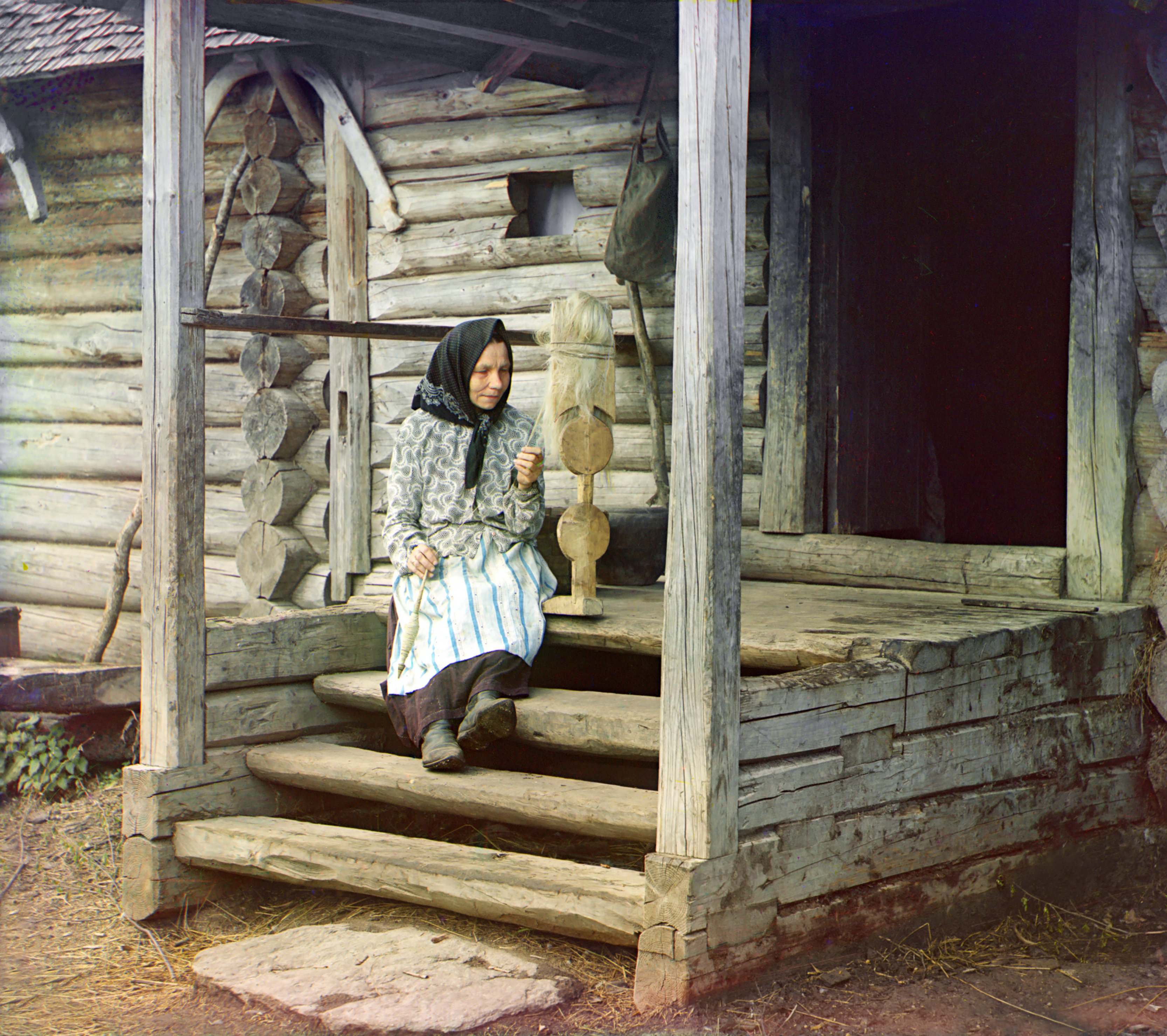
Прядущая крестьянка в деревне Изведово. С. М. Прокудин-Горский, 1910 год

Мемориал партизанам в центре посёлка

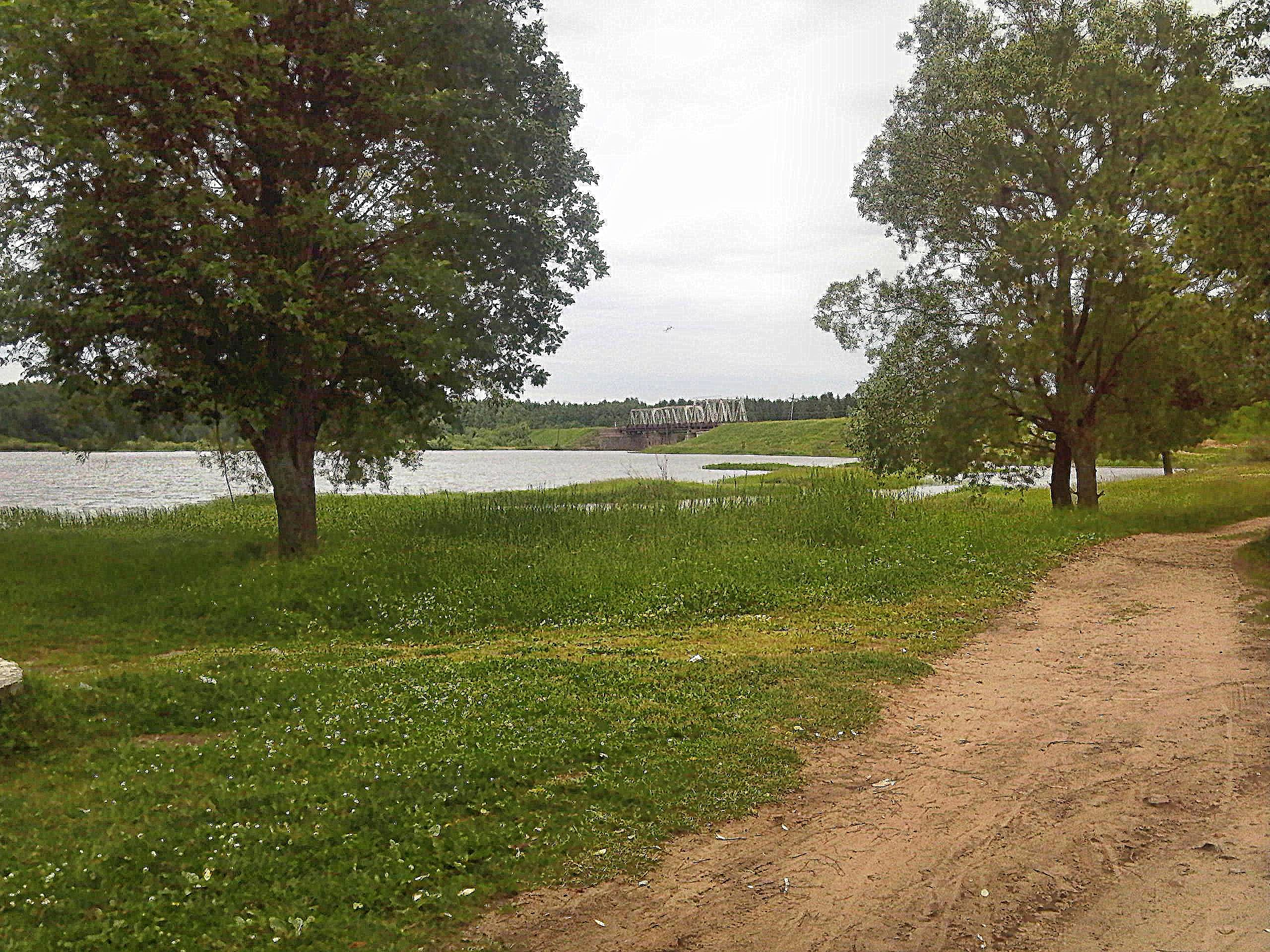
Железнодорожный мост

Возник в 1906 году как пристанционный посёлок, выросший рядом с одноимённой деревней. В 1911 году по соседству с посёлком Пено предприниматель Савва Морозов основал деревоперерабатывающее предприятие со своим посёлком; позднее оба посёлка слились, поглотив также соседние деревни Изведово, Зуево, Швецово, Бубново и Тиницы. 1 июня 1929 года посёлок Пено стал центром вновь образованного Пеновского района.
Статус посёлка городского типа (рабочий посёлок) — с 1930 года.
В годы Великой Отечественной войны немецко-фашистские войска на несколько месяцев заняли посёлок. В окрестностях посёлка действовали партизанские отряды. 23 ноября 1941 года в посёлке у железнодорожной водокачки (находилась рядом с вокзалом) фашисты после пыток расстреляли одного из организаторов партизанского движения, комсомолку Лизу Чайкину, которой в 1942 году было посмертно присвоено звание Героя Советского Союза.

## Население
| 1939  | 1959  | 1970  | 1979  | 1989  | 2002  | 2006  |
| ----- | ----- | ----- | ----- | ----- | ----- | ----- |
| 3410  | ↗6179 | ↗6588 | ↘6405 | ↘6212 | ↘5358 | ↘4600 |
| 2009  | 2010  | 2012  | 2013  | 2014  | 2015  | 2016  |
| ↘4450 | ↘4220 | ↘4087 | ↘4015 | ↘3928 | ↘3845 | ↘3787 |
| 2017  | 2018  | 2019  | 2020  | 2021  |       |       |
| ↘3715 | ↘3661 | ↘3559 | ↘3451 | ↘3359 |       |       |

Национальный состав
По итогам переписи населения 2020 года проживали следующие национальности (национальности менее 0,1 % и другое, см. в сноске к строке «Другие»):
| Национальность | Численность, чел. | Доля     |
| -------------- | ----------------- | -------- |
| Русские        | 3198              | 95,21 %  |
| Узбеки         | 34                | 1,01 %   |
| Белорусы       | 19                | 0,57 %   |
| Украинцы       | 15                | 0,45 %   |
| Молдаване      | 8                 | 0,24 %   |
| Другие         | 85                | 2,52 %   |
| Итого          | 3359              | 100,00 % |

## Экономика
Промышленность
Деревообрабатывающий комбинат (преемник предприятия, основанного Саввой Морозовым), леспромхоз, предприятия по переработке сельскохозяйственной продукции и др. В настоящее время большинство из них либо не функционируют, либо функционируют в неполном объёме. Имеются несколько частных лесопилок.
Связь
Услуги фиксированной связи предоставляют: тверской филиал «Ростелеком», «Евразия Телеком Ру».
Услуги мобильной телефонной связи предоставляют сотовые операторы: МТС, Билайн, МегаФон и Tele2.

## Достопримечательности
В посёлке имеется мемориал воинской славы и могила Лизы Чайкиной. В 1973 году в посёлке был открыт дом-музей Л. И. Чайкиной. В его экспозиции более 900 экспонатов: оружие и снаряды, найденные поисковыми отрядами и жителями Пеновского района, а также предметы, связанные с деятельностью партизан. Уникальной является коллекция личных вещей Лизы, переданная в музей её сестрой.
В 2002 году в Пено был построен деревянный храм Преподобного Сергия Радонежского.